# Glyphis fowlerae
Lo squalo di fiume del Borneo (Glyphis fowlerae Compagno, White & Cavanagh, 2010) è una specie di squalo appartenente alla famiglia Carcharhinidae.

## Descrizione
Presenta un corpo tozzo e una testa corta, arrotondata, dall'aspetto schiacciato; gli occhi sono piccoli. La lunghezza massima registrata è di 77,8 cm, ma non ne è mai stato misurato un esemplare adulto. La pinna caudale è eterocerca, col lobo inferiore corto e quello superiore molto allungato. È grigio sul dorso e la sua colorazione vira al bianco latte al di sotto dell'occhio.

## Biologia
Sconosciuta. Si presume comunque che sia viviparo.

## Distribuzione e habitat
Vive nei fiumi del Borneo, in zone dai fondali fangosi e acque torbide. Il locus typicus è Kampung Abai, sul fiume Kinabatangan (Malaysia Orientale).